# Goupia

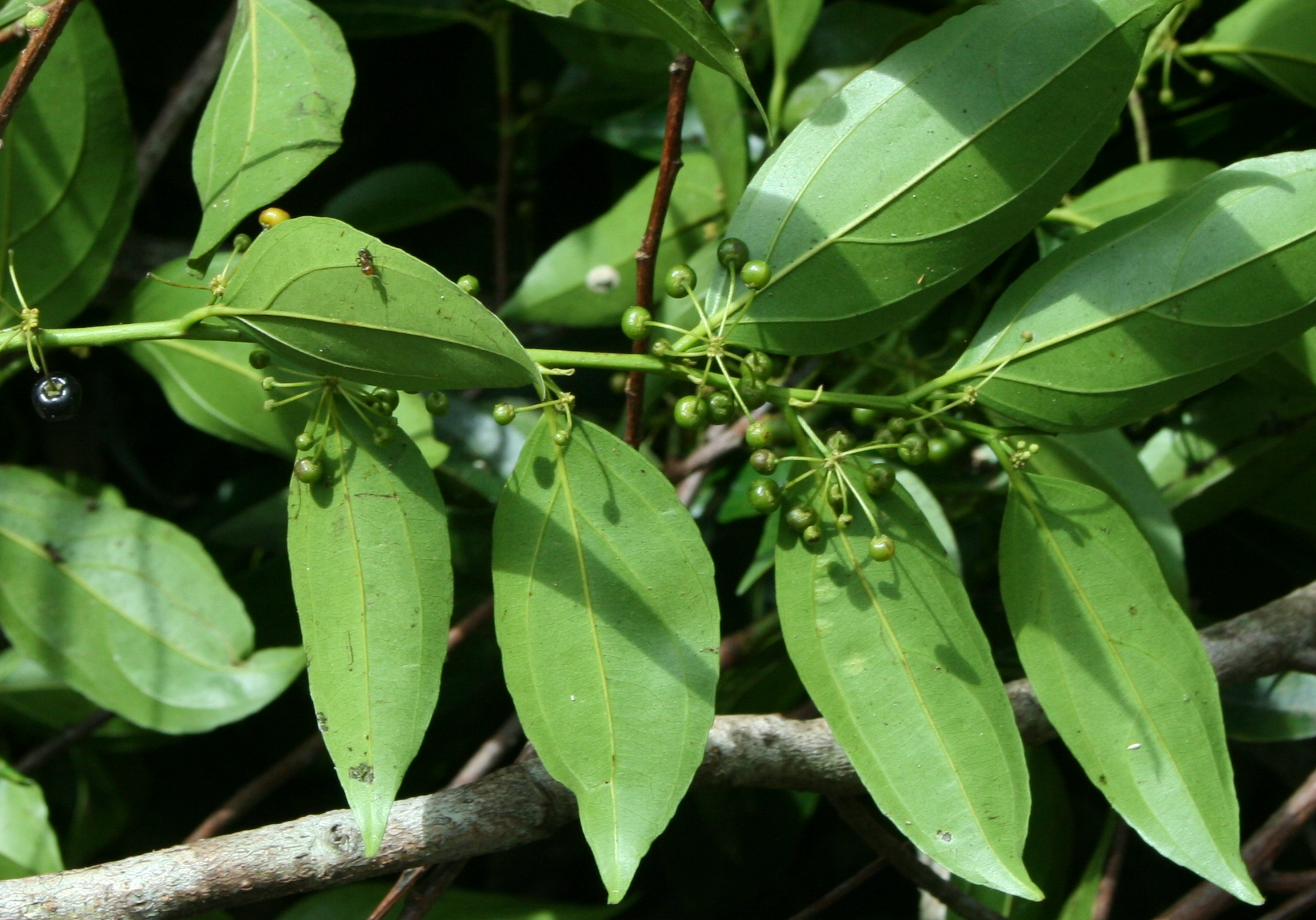
Goupia glabra

Goupia je jediný rod čeledi Goupiaceae dvouděložných rostlin z řádu malpígiotvaré (Malpighiales). Jsou to stromy s jednoduchými střídavými listy a drobnými květy v okolících. Rod zahrnuje pouze 2 druhy a je rozšířen v tropické Americe. Druh Goupia glabra je lokálně důležitým zdrojem dřeva.

## Popis
Zástupci rodu Goupia jsou stromy s jednoduchými střídavými listy s opadavými palisty. Listy jsou zubaté až téměř celokrajné, žilnatina je zpeřená s několika charakteristicky ostře stoupajícími hlavními žilkami. Květy jsou malé, pětičetné, v úžlabních okolících. Kalich je složen z 5 lístků. Koruna je nazelenalá nebo nažloutlá, z 5 úzkých volných lístků. Tyčinek je 5, jsou přirostlé k okraji žlaznatého disku. Semeník je svrchní, srostlý z 5 plodolistů, se stejným počtem komůrek a volných čnělek. Plodem je mnohasemenná kulovitá fialová nebo červená bobule.

## Rozšíření
Rod Goupia zahrnuje jen 2 druhy a vyskytuje se v tropické Americe od Panamy po Brazílii a Peru.

## Taxonomie
Rod Goupia byl v minulosti řazen do čeledi jesencovité (Celastraceae).

## Význam
Goupia glabra je lokálně důležitým stromem těženým pro dřevo. Indiáni kmene Piaroa jej používají k výrobě dlabaných kánoí. Míšenci ve Francouzské Guyaně používají odvar z kůry při bolestech zubů.